# بیگ‌اسپرینگ (میزوری)
بیگ‌اسپرینگ (به انگلیسی: Big Spring (Missouri))، یکی از بزرگترین چشمه‌ها در ایالات متحده و در جهان است. یک چشمه‌ای عظیم و تراز اول، که در پایهٔ یک سراشیب در سمت غرب از دره رود کارنت در اوزارک میزوری به بیرون می‌جوشد. با قرار داشتن در حدود چهار مایل پایین‌دست از ون بورن، بیگ‌اسپرینگ در درون مرزهای پارک ملی علوم راه‌های رودخانه‌ای «اوزارک ریورزویز» قرار گرفته است، و مرکز امکانات رفاهی بازدید کنندگان آن توسط خدمات پارک‌های ملی اداره می‌شود.
مقدار متوسط جریان ۱۳۰۰۰ لیتر مکعب آب در هر ثانیه از بیگ‌اسپرینگ به منزلهٔ دومین شاخه از رود کارنت است. با تفاوت بسیار، این بزرگترین چشمه در منطقهٔ فلات اوزارک است.
این چشمه از کوه‌پایهٔ یک سراشیبی سنگ آهکی جاری است، آب آبی‌رنگ آن با نیروی زیادی به بیرون می‌غلتد، پوشش سفیدی به روی آب ایجاد می‌شود، سپس به سرعت به صورت یک کانال از آب روشن به پاکی کریستال آرام می‌گیرد. آب این چشمه در حدود ۳۰۰ متر (۱۰۰۰ فوت) فاصله را می‌پیماید تا خود را در رودخانه به رود کارنت بی‌افزاید. دمای این آب در حدود ۱۳٫۳ درجه سانتی گراد (۵۸ درجه فارنهایت) است. پیرامون چشمه توسط پارکی که به خوبی از آن نگهداری شده و در دامنه ی کوه دره‌های شیب دار را درختان جنگلی پوشانده‌اند.
بیگ‌اسپرینگ چشمه‌ای است که تا کنون پیوسته ظرفیتش افزایش یافته، زیرا که جریان‌های آب زیرزمینی در حوزهٔ عملکرد آن همچنان به حل سنگ‌های آهک در یک سیستم گستردهٔ کارست ادامه می‌دهند و ادامهٔ ضبط جریان در اندازه‌های بیشتر را همچنان ممکن می‌سازند. برآورد شده که این چشمه روزانه به طور متوسط حدود ۱۷۵ تن سنگ آهک را در خود حل می‌کند. همین تخمین ادامه می‌دهد که این مقدار در یک سال هم‌حجم غاری به طول یک مایل (۱٫۶ کیلومتر)، و با عرض ۵۰ فوت (۱۵ متر)، و بلندی ۳۰ فوت (۹٫۱ متر) است، هر چند که این مقدار در میان تمامی بخش‌های سیستم کارست پراکنده است.